# Rhynchonella boloniensis
Espèce
Synonymes
- Atrypa boloniensis d'Orbigny, 1850[1]

Rhynchonella boloniensis est une espèce éteinte de brachiopodes.

## Publication originale
- Alcide Dessalines d'Orbigny, Prodrome de paléontologie stratigraphique universelle des animaux mollusques & rayonnés, faisant suite au Cours élémentaire de paléontologie et de géologie stratigraphiques., vol. 1, Paris, Masson, 1850, 394 p. (lire en ligne), p. 92.